# 清水章弘
清水章弘（日语：しみず あきひろ、1987年5月31日—）是日本一位教育學研究生、學習指導員、株式會社PLUST執行董事。

## 注解
1. ↑  清水章弘. . アメーバブログ.   [2013-03-02].[]

## 外部連結
- 清水章弘 Official Web Site
- 清水章弘的X（前Twitter）
- 清水 章弘的Facebook專頁
- PLUST代表・清水章弘的部落格  （页面存档备份，存于）
- 株式会社PLUST （页面存档备份，存于）